# Corry Vreeken
Corry Vreeken-Bouwman (Enkhuizen, 22 december 1928 – 26 februari 2025) was een Nederlands schaakster en vijfvoudig Nederlands schaakkampioen bij de dames. Samen met Fenny Heemskerk, Ada van der Giessen en Rie Timmer behoorde ze tot de Nederlandse damesschaaktop in het midden van de twintigste eeuw.
Ze leerde het schaken tijdens een veertien maanden durend verblijf in een ziekenhuis. Ze werkte daar en kreeg er opleiding, maar kreeg zelf tuberculose. Een tuinman zou haar in een Alkmaars Ziekenhuis de basisprincipes van het schaken hebben bijgebracht; ze werd er nog lid van schaakclub te Alkmaar: Van Vijanden Vrienden.. Toch zag het er niet naar uit dat ze daarin verder kon, ze ging een opleiding tot secretaresse volgen, was enige tijd werkzaam bij een bedrijf in drank. Het huwelijk met drs. Piet Vreeken, conrector van Gemeentelyceum van Vlaardingen bracht meer tijd om te schaken; hij was er namelijk ook liefhebber van. .  
Ze is vijf keer damesschaakkampioen van Nederland geweest, in 1960, 1962, 1964, 1966 en 1970. In 1968 werd haar door de FIDE de titel van Internationaal Meester toegekend en in 1987 ontving ze de titel HWGM (Honorary Woman Grandmaster) wegens haar vroegere prestaties op het gebied van schaken. Ook was ze een aantal jaren voorzitter van de Schaakvereniging Rotterdam; onder haar leiding won deze club een aantal malen het Nederlands kampioenschap.
Vreeken schaakte later voor Schaakvereniging Maassluis. Ze bleef tot laat in de jaren tachtig actief schaken onder meer bij Schaakvereniging Rotterdam met sponsor Volmac, bij welke vereniging ze jarenlang voorzitter zou zijn. Ze was ook enkele jaren verantwoordelijk voor hun clubblad bestierde Volmacches. In 1986 ruilde ze het voorzitterschap in voor het competitieleiderschap; ze leidde haar club naar menig landstitel. Ze bleef schaken.

Vreeken overleed op 26 februari 2025 op 96-jarige leeftijd. In 1991 was ze als vrouwenschaakgrootmeester benoemd tot ridder in de Orde van Oranje-Nassau.  Even eerder was ze benoemd tot erelid van de Rotterdamse Schaakvereniging. In 2019 volgde dezelfde titel van Schaakvereniging Maassluis. Haar rouwkaart citeert Bobby Fischer: 
Schaken en ik, het is moeilijk om ze uit elkaar te halen. Het is mijn alter ego.

## Corry Vreeken Stichting
De in 2013 opgerichte Stichting Corry Vreeken is naar haar genoemd. Deze vereniging heeft als doel het schaken in het algemeen te bevorderen, maar ook en in het bijzonder het jeugdschaak in en rond haar woonplaats Maassluis.